# Gatorade
Gatorade est une boisson énergétique américaine non gazéifiée à différentes saveurs. 
Destinée à la consommation au cours d'une activité physique, elle réhydrate et apporte entre autres des électrolytes. Elle est fabriquée par la Quaker Oats Company, qui appartient au groupe PepsiCo. Le Gatorade fut créé en 1965 par une équipe de scientifiques de l'université de Floride, son nom provient du nom de l'équipe de football américain, les Gators de la Floride.

## Histoire
Le Gatorade a été créé en 1965 par les docteurs Robert Cade et Dana Shires, H. James Free et le docteur Alejandro de Quesada, à l'origine pour l'équipe de football américain de l'université de Floride, les Gators, ce qui a inspiré le nom de la marque. La marque a fêté ses cinquante ans en 2015 dans une série de spots publicitaires consacrés au sport.

### Débuts
L'entraîneur de l'équipe de football américain aurait demandé au Dr Robert Cade d'aider à compenser la perte de sodium, chlorure et potassium par transpiration,. Les premières versions du Gastorade avaient un goût chimique et faisaient vomir les joueurs. Du jus de citron a été ajouté, ce qui a donné naissance à la boisson actuelle.

## Composition
La formule originale comprend de l'eau, du saccharose, du sirop de glucose-fructose, de l'acide citrique, du chlorure de sodium, du citrate de sodium, du phosphate monopotassique, des colorants et aromatisants et de l'huile végétale bromurée.

## Critiques sur les capacités de réhydratation
Dans le contexte du génocide rwandais de 1994, le Gatorade fut utilisé pour réhydrater des réfugiés, victimes du choléra, à l'est de la RDC. Les ONG et agences d'aide ont été critiquées pour ce choix,,. Pour le New York Times :
« Le Gatorade est peut-être bon pour les athlètes, mais pas pour le choléra, selon le Dr. Michael Toole, un épidémiologue du CDC. Le Gatorade n'a pas tous les ingrédients essentiels d'une thérapie par intraveineuse. Les gens à qui [il] a été donné auraient pu prendre des solutions plus adaptées ».
Le président de AmeriCares a répondu « nous défendons notre décision d'envoyer du Gatorade aux réfugiés du Rwanda. En l'absence d'eau potable, le Gatorade avec ses électrolytes et son eau a sauvé un très grand nombre de vies, dans une situation de triage réelle ».

## Autres produits
D'autres produits que la boisson originale ont été vendus par Gatorade.

### Aliments
- Au milieu des années 1980, le Gatorgum est mis sur le marché. Il s'agit de gomme à mâcher saveur Gatorade, mais le succès n'est pas au rendez-vous et la commercialisation cesse en 1989[13].
- En 1999, Gatorade introduit des barres énergisantes pour le sport.

### Boissons
- En 2000, Gatorade sort Energy Formula, qui contient plus de monosaccharides et carbohydrates pour des efforts sportifs rapides.
- Il existe aujourd'hui trois catégories différentes de produits vendus par la marque Gatorade; G Series, G Endurance et G Natural qui se déclinent en plusieurs goûts ou saveurs[14].

## Publicité
Des publicités revendiquaient que le Gatorade circulait 12 fois plus rapidement que l'eau dans l'organisme. La recherche a montré que la vitesse était sensiblement la même que celle de l'eau, par conséquent l'information a été retirée des publicités pour Gatorade.
Le Gatorade est la boisson officielle de nombreuses organisations sportives, comme l'AFL, la NFL, la NHL, la NBA, l'US Soccer Federation... La marque se fait connaître au Royaume-Uni à partir de 2008, en devenant la boisson officielle du club Chelsea FC,.

## Culture populaire
- Dans le film Idiocracy, dont l'action se situe au XXVIe siècle, la boisson «Brawndo», qui est explicitement désignée comme une sorte de Gatorade, a remplacé l'eau partout excepté dans les toilettes. Les cultures, irriguées avec la boisson énergétique, ne parviennent plus à pousser. Son slogan, répété par de nombreux personnages pour mettre en avant ses bienfaits dans son utilisation pour l'irrigation, est «Brawndo's got electrolytes», en version française «le «Brawndo» est plein d'électrolytes», en référence au fameux composant du Gatorade. Les personnages qui répètent ce slogan ne connaissent néanmoins pas la définition exacte de l'«électrolyte», qu'ils définissent simplement par «ce qu'ils utilisent pour faire le Brawndo».
- Dans le film Burn After Reading, Brad Pitt en demande à sa collègue de travail (minute 31).
- Des Gatorade showers, qui consistent à renverser du Gatorade glacé sur la tête d'un joueur, sont parfois organisées à la fin de matchs de football américain[18].
- Un son de Yung Lean nommé Gatorade sur le projet « Unknown Death 2002 » sorti en 2013.